# Tillandsia 'Houston'
Tillandsia 'Houston' es un  cultivar híbrido del género Tillandsia perteneciente a la familia  Bromeliaceae.
Es un híbrido creado en el año 1982 con las especies Tillandsia stricta × Tillandsia recurvifolia.